# トラック野郎・度胸一番星
『トラック野郎・度胸一番星』（トラックやろう・どきょういちばんぼし）は、1977年（昭和52年）8月6日公開の日本映画。菅原文太主演、東映製作・配給による「トラック野郎シリーズ」第5作。
10億9647万円の配給収入を記録、1977年の邦画配給収入ランキングの第5位となった。シリーズで唯一、マドンナと相思相愛になり、告白される作品。本作には松下君江（春川ますみ）と松下家の子供たちは登場していない。

## ストーリー
山形県。国道脇では速度違反のトラック野郎を警官（由利徹）が厳しく説教中だった。その脇を、珍しく安全運転を促して通り過ぎる一番星号とジョナサン号。見上げた男だと警官が思ったのもつかの間、2台の後を追う婦人警官のミニパトが通過する。彼らは婦警女子寮の風呂のぞき現行犯で追われていたのだ。金切り声を上げて追いすがる婦警のタケ子（あき竹城）だったが、桃次郎・ジョナサンコンビに散々からかわれ、顔を半分真っ黒にされた挙げ句、服を引っかけられて上半身丸裸にされてしまった。
ところ変わって新潟県。深夜の雨の中、曽地峠で小休止していた桃次郎は、水子地蔵の傍らに立つ美女（片平なぎさ）を発見する。白装束の彼女は「佐渡で待つ」と言い残し、霧の中へ消えてしまった。不思議だと思いつつも、またも一目惚れしてしまった桃次郎。
一方のジョナサンは、自動販売機の前で美女を拾う。「渡り鳥のマヤ」こと江波マヤ（夏樹陽子）は、ドライブイン「越後獅子」の2階にあるバーで働いているという。彼女に熱を上げるジョナサン。
後日、ドライブイン「越後獅子」に、タンクローリー（カセイソーダを積載）の運転手である「ジョーズ」こと新村譲治（千葉真一）が、仲間とともに5台のジョーズ軍団を率いて乗り込んできた。「無線の4チャンネルを独占する」と宣言したジョーズに、他の運転手や女性トラッカー「紅弁天」（八代亜紀）は抗議するが、ジョーズ軍団の勢いに押されてしまう。食事をしながら佐渡の勉強に熱中し、我関せずだった桃次郎まで巻き込まれそうになるが、なんとか収まる。ジョナサンはマヤを口説こうとしていたが、マヤがジョーズのいるシャワー室に入る様子を目撃し、想いが遂げられないことを悟る。
桃次郎とジョナサンは、フェリーで佐渡島へ向かう。佐渡で知り合った女性・乙羽水名子（片平なぎさ）は、水子地蔵で出会った女性と瓜二つ。教師をしていると知り、分教場まで押しかけて教鞭を取る始末。しかし学力不足を児童に指摘され、ブーイングを浴びてしまう。
水名子は捨て子であり、拾って育てたのは乙羽作右ヱ門（宮口精二）だった。金の採掘をしていた作右ヱ門の言葉を鵜呑みにし、ジョナサンは金鉱夫に鞍替えしてしまう。
その頃、桃次郎は本間ウメ（菅井きん）の言葉を誤解し、若い医師・稲村健司（南城竜也）と水名子が結婚すると思い込む。失意の中、佐渡を去る桃次郎。
新潟へ渡った桃次郎は、ジョーズ軍団と出会う。ワッパ勝負をすることになるが、失恋の痛手から人形を水名子と見間違い、ハンドル操作を誤って負けてしまう。
復讐を誓う桃次郎は、紅弁天からジョーズの過去を聞かされる。5年前に村から追い出されたジョーズは、故郷のない男たちを集めて「ジョーズ軍団」を結成し、最近になって戻ってきて無法を働くようになったという。そのジョーズは、原発誘致で潰されようとしている故郷を自らの手で片付けるべく、生まれ育った村を訪れていた。
戻ってきたジョーズは桃次郎と大乱闘になった。勝負は互角だったが、ジョーズが「水入り」と仲裁するトラック運転手にまで暴力を振るったことで運転手たちの怒りを買い、総攻撃を受ける。そこへ、出刃包丁を持って割り込んできたマヤの迫力に圧される一同。勝負は桃次郎が勝ち、4チャンネルの独占は解消された。浮かれた運転手たちは宴会を開き、紅弁天は見事な歌声で『恋歌』を歌い上げる。2階には、ジョーズを手当てするマヤの姿があった。
川崎のソープランドで恋の傷を治そうとしている桃次郎だったが、そこに手紙が届き、水名子の結婚話は誤解だったことを知る。急いで佐渡へ戻る桃次郎。金を採掘するジョナサンの元を訪れると、成果が全く出ないことを嘆き、作右ヱ門に食って掛かっている最中だった。桃次郎は「家族こそ金だ」と語り、ジョナサンに生きがいを悟らせる。このやり取りで、水名子の心は桃次郎に傾き始めた。
以前の約束を守るべく、桃次郎は一番星号に水名子と児童を乗せ、修学旅行に出発する。新潟から金沢を巡る旅は、兼六園、白根の凧合戦、新潟まつりと巡るうちに、子供たちから結婚を薦められる。桃次郎も手応えを感じていたが、水名子の方からプロポーズしてくる結果となった。
結婚に向けて準備を進める桃次郎だったが、佐渡を襲った台風で水名子が死亡したという一報を聞き、呆然とする。そこへさらなる一報が入る。ジョナサンが重量オーバーと公務執行妨害で逮捕されてしまったという。3,000万円相当の大量のブリを金沢から新潟まで運ばなければならない。ジョナサンの代わりを買って出た桃次郎は一番星号を走らせる。紅弁天やトラック仲間、さらにはジョーズ軍団の協力をも得て、警察の包囲網を潜り抜けて蹴散らし、満身創痍となりながらも、一番星号は見事に役目を果たしたのであった。

## 出演
- 星桃次郎（一番星） - 菅原文太
- 松下金造（やもめのジョナサン） - 愛川欽也
- 乙羽水名子 - 片平なぎさ
- 江波マヤ（渡り鳥のマヤ） - 夏樹陽子
- 乙羽作右ヱ門 - 宮口精二（東宝）
- 百万石 - 南利明
- 角海村の老人 - 藤原釜足
- ネズミ捕りの警官 - 由利徹
- 洋服屋 - 玉川良一
- 魚市場の警官 - 藤村有弘
- 吹田タケ子（婦人警官） - あき竹城
- 本間ウメ - 菅井きん
- 警官班長 - 大泉滉
- 兼六丸 - 小島三児
- 筑豊（ジョーズ軍団） - 市川好郎
- 錦鯉 - 久地明
- 稲村健司 - 南城竜也
- 原子力発電所課長 - 大木晤郎
- 横綱 - 佐藤晟也
- 越光 - 相馬剛三
- 警官班長 - 土山登士幸
- おけさ丸 - 宮城健太狼
- 朱鷺丸 - 高月忠
- カッコマン - 須賀良
- 香林坊- 沢田浩二
- 魚市場の警官B - 団巌
- 沖縄（ジョーズ軍団） - 南雲祐介
- 警官班長 - 亀山達也
- 四国（ジョーズ軍団） - 清水照夫
- 天竜 - 浅見小四郎
- 市場の荷主 - 山田光一
- 佐来田晴美
- 西山角江 - 八百原寿子
- テル美 - 叶優子
- ナオ美 - 城恵美
- アケ美 - 相川圭子
- イサ美 - 宮崎あすか
- 黒とかげ - 奈辺悟
- 岩手縣（ジョーズ軍団） - 幸英二
- 警官 - 司裕介
- 警官 - 畑中猛重
- 警官 - 横山繁
- 弥彦丸 - 城春樹
- 甘海老 - 宮地謙吾
- 加賀 - 津野途夫
- 警官 - 山浦栄
- 警官 - 木村修
- 嶋倉重平 - 加藤淳也
- 田上ヨネ - 小川起世子
- 盛山タツ子 - 田島康子
- 笹井長吉 - 大小原繁
- 越前丸 - 吉宮慎一
- 哥麿 - 宮崎靖男
- 能登丸 - 江崎浩三郎
- トルコマネージャー - 比良元高
- 警官班長 - 五野上力
- 新婚夫 - 森祐介
- 警官 - 古沢一郎
- 警官 - 勝光徳
- 花嫁 - 村松美枝子
- 中本順子
- ウエイター - 福原ひとみ
- 静代 - 池田恭子
- 君子 - 三溝和美
- 新婚妻 - 北都智和
- ウエイター - 小沢裕子
- 武士恭久（AOSレーシング）
- 紅弁天 - 八代亜紀
- 新村譲治（ジョーズ） - 千葉真一

以下ノンクレジット
- 兼六丸の妻 - 橘樹里[要出典]
- 警官 - 佐川二郎[要出典]
- 運転手 - 泉福之助、美原亮、高野隆志、大島博樹[要出典]

## スタッフ
- 監督 - 鈴木則文
- 企画 - 高村賢治、天尾完次
- 脚本 - 澤井信一郎、野上龍雄
- 音楽 - 木下忠司
- 主題歌 - 菅原文太、愛川欽也（東芝EMI / 東芝レコード[2]）
  - 一番星ブルース（作詞:阿木燿子 / 作曲:宇崎竜童 / 編曲:ダウン・タウン・ブギウギ・バンド）
- 挿入歌 - 八代亜紀（テイチクレコード）
  - 恋歌（作詞:池田充男 / 作・編曲:伊藤幸彦）
- 撮影 - 飯村雅彦
- 照明 - 山口利雄
- 録音 - 井上賢三
- 美術 - 桑名忠之
- 編集 - 鈴木弘始
- スチール - 遠藤努
- 助監督 - 福湯通夫、森光正
- 企画協力 - （株）カントリー
- 協力
  - 新潟交通
  - 白根凧合戦協会
  - 佐渡汽船
  - 佐渡観光協会
  - バンダグ再生タイヤ販売各店
  - 亀田製菓
  - 山八運輸
  - 松川運輸
  - ニットータイヤ
  - アートトラックグループ哥麿会
- 現像 - 東映化学
- 製作 - 東映

## 備考
哥麿役、宮崎靖男
宮崎の本業はトラック運転手だが、本シリーズに最初から関わり、アートトラックグループ哥麿会を立ち上げ、トラックやダンプ、ミキサー車などの手配や運転手との仲介に携わった。
またトラック運転手役として、全作に登場している（「哥麿」の役名は第3作から。第1作は「運転手」、第2作は「宮崎」役）。
本作では桃次郎に「（自分の）妻の作った弁当」を差し入れるシーンがあるが、これはシリーズを通して彼の最大の見せ場となった。これは、本業の他に当シリーズに関わった宮崎が中々家に帰れなかったため、脚本の澤井信一郎の計らいで書かれたもの（宮崎の妻は撮影所に何度か来ており、澤井とも懇意だった）。宮崎は「撮っても編集でカットされるだろう？」とたずねたが、澤井が「カットさせない」と確約し、本編で使用された。
関連玩具
本作の桃次郎のトラックが、ポピー（現：バンダイ）の「ポピニカ」から「度胸一番星」としてキット化された。しかし「ポピニカ」から本シリーズのトラックが玩具化されたのは、これが最後となった。
ロケ地
芸文社カミオン：本作の公開40周年に合わせ2017年10月号(同年9月1日発売)に「大人の自由研究 第1弾」として、ロケ地の写真とコメントが書かれた企画が掲載になった。ロケ地となった新潟県、埼玉県、千葉県、東京都、神奈川県の主な撮影箇所が網羅された内容になっている。

## 同時上映
『サーキットの狼』
- 原作：池沢さとし／脚本：中西隆三・山口和彦／監督：山口和彦／主演：風吹真矢